# Copalnic-Mănăștur
Copalnic-Mănăștur (Kápolnokmonostor en hongrois) est une commune roumaine du județ de Maramureș, dans la région historique de Transylvanie et dans la région de développement du Nord-Ouest.

## Géographie
La commune, qui regroupe 12 villages est située au sud du județ, en Pays Lăpușului (Țara Lăpușului), à 20 km à l'ouest de Târgu Lăpuș et à 30 km au sud-est de Baia Mare, la préfecture du județ.
Les villages de la commune sont les suivants (nombre d'habitants en 2002) :
- Berința, 746.
- Cărpinis, 370.
- Coplanic, 705.
- Copalnic-Deal, 104.
- Copalnic-Mănăștur, siège de la commune, 870.
- Curtuiușu Mic, 266.
- Făurești, 834.
- Lăschia, 538.
- Preluca Nouă, 331.
- Preluca Veche, 391.
- Rușor, 302.
- Vad, 381.

## Histoire
La première mention écrite du village date de 1405, sur un document de la cour du roi Sigismond Ier du Saint-Empire, roi de Hongrie par son mariage avec Marie Ire de Hongrie, établissant une liste de châteaux-forts.
Le village a été le siège d'un monastère important, comme son nom l'indique.
Copalnic-Mănăștur a été le chef-lieu du district de Kápolnokmonostor de 1876 à 1920 dans le comitat de Szolnok-Doboka dont le chef-lieu était la ville de Dej.

## Démographie
En 1910, la commune comptait 6 872 Roumains (90,5 % de la population), 167 Hongrois (2,2 %) et 456 Allemands (6 %).
En 1930, les autorités recensaient 6 546 Roumains (92,7 %), 83 Hongrois (1,2 %) ainsi qu'une communauté juive de 406 personnes (5,7 %) qui fut exterminée par les Nazis durant la Seconde Guerre mondiale.
En 2002, la commune comptait 5 584 Roumains (95,6 %) et une communauté tsigane de 227 personnes (3,9 %).
| 1880  | 1900  | 1910  | 1930  | 1956  | 1977  | 1992  | 2002  | 2007  |
| ----- | ----- | ----- | ----- | ----- | ----- | ----- | ----- | ----- |
| 6 293 | 7 301 | 7 595 | 7 063 | 6 745 | 6 629 | 6 070 | 5 838 | 5 808 |